# 长江镇 (如皋市)
长江镇是中华人民共和国江苏省南通市如皋市下辖的一个镇于近几年确立，由先前的几处如皋港邻域地带合并而统称长江镇。其中包括当地人称呼的二案、江防、薛窑、郭园等地。
2019年中国百强乡镇第69名。

## 行政区划
2013年3月18日，江苏省人民政府批复同意撤销郭园镇、长江镇，将原郭园镇、长江镇所辖区域合并，设立新的长江镇，镇政府驻长江东路8号。
长江镇下辖以下村级行政区划单位：
郭园社区、范刘社区、杨洲社区、田桥社区、车马湖社区、义圩社区、顾桥社区、薛窑社区、谢楼村、刘胜村、田王村、富圩村、郭南村、蔡埠庄村、二案社区、三洞口社区、永建社区、永平社区、头案社区、中心沙社区、二百亩社区、海坝社区、知青社区、长青社区、永平闸社区、平南社区、蒲港社区、永丰社区、永福社区、五零社区、镇龙社区和长江社区。